# More Best of Leonard Cohen
More Best of Leonard Cohen – album kompilacyjny Leonarda Cohena, wydany w 1997 roku.
Są na nim utwory z albumów I’m Your Man, The Future i Cohen Live. Na albumie znajdują się dwie nowe piosenki: „Never Any Good” (nagrana w Los Angeles w 1995 roku) oraz „The Great Event”.
Nagrania w Polsce uzyskały status platynowej płyty.

## Lista utworów
1. „Everybody Knows” – 5:36
2. „I'm Your Man” – 4:28
3. „Take This Waltz” – 5:59
4. „Tower of Song” – 5:37
5. „Anthem” – 6:09
6. „Democracy” – 7:13
7. „The Future” – 6:41
8. „Closing Time” – 6:00
9. „Dance Me to the End of Love” – 6:11
10. „Suzanne” – 4:18
11. „Hallelujah” – 6:54
12. „Never Any Good” – 5:06
13. „The Great Event” – 1:09